# گونوت
گونوت (به لاتین: Günnüt) یک منطقه مسکونی در جمهوری آذربایجان است که در شهرستان شرور واقع شده است.